# Shake Hands with the Devil: The Journey of Roméo Dallaire
Shake Hands with the Devil: The Journey of Roméo Dallaire é um documentário canadense de 2004, que teve sua primeira exibição no Festival de Sundance no mesmo ano, recebendo prêmio de melhor documentário pela escolha do público. No momento de sua exibição, Robert Redford declarou que no princípio, o festival fora criado para poder exibir trabalhos como esse.
O filme mostra os percalços e as memórias que o general das Forças Armadas Canadenses Roméo Dallaire enfrentou ao retornar à Ruanda dez anos após ser chefe da missão da Missão de Assistência das Nações Unidas para Ruanda (UN Assistance Mission for Rwanda - UNAMIR) antes e durante o confronto étnico entre Tutsis e Hutus de 1994, que posteriormente seria conhecido como genocídio de Ruanda, com mais de um milhão de mortos.
Produzido pela CBC, SRC e White Pine Pictures, o roteiro baseia-se no livro de Dallaire, Shake Hands with the Devil: The Failure of Humanity in Rwanda.